# Шеффилдский ботанический сад
Шеффилдский ботанический сад (англ. Sheffield Botanical Gardens) — ботанический сад, расположенный у Экклсолл-роуд (англ.) в Шеффилде, Англия, с 5000 видами растений на пощади в 77000 м² (19 акров).
Сады спроектированы Робертом Марноком (англ.) и впервые открыты в 1836 году. Самой примечательной особенностью садов являются стеклянные павильоны (оранжереи), признанные английским архитектурным наследием (класс II*), отреставрированные и вновь открытые в 2003 году. Другими примечательными сооружениями являются главные ворота, домик у южного входа и медвежья яма, содержащая 8-футовую стальную статую медведя-барибала по кличке Медведь Роберт. В розарии (англ.) находится бронзовая скульптура «Пан: Дух дерева», подаренная городу в 1934 году Чарльзом Клиффордом, владельцем газеты Sheffield Telegraph and Star (англ.). Скульптор неизвестен.
Общество ботаников и садоводов Шеффилда сформировано в 1833 году и к 1834 году получило финансирование в размере 7 500 фунтов стерлингов. Деньги были получены продажей акций, что позволило купить 73000 м² (18 акров) обращённых на юг сельскохозяйственных угодий из поместья местного производителя табачных изделий Джозефа Уилсона (англ.). На этой земле и был организован ботанический сад. Летом 1836 года сад посетили 12000 человек. Шеффилдский городской фонд (англ.) взял на себя управление садами в последние годы XIX века, когда организаторы сада выплатили акционерам номинальную стоимость акций в 5 фунтов стерлингов. Фонд отменил существовавшую плату за вход и с тех пор вход в Ботанический сад остаётся бесплатным. Хотя Шеффилдский городской фонд по-прежнему остаётся собственником сада, 18 декабря 1951 года Городской совет Шеффилда (англ.) заключил договор аренды сроком на 99 лет, тем самым взяв управление на себя.
В садах хранится национальная коллекция видов саркококка (англ.), вейгела и диервилла.

## Фотографии
- Стеклянные павильоны (западная сторона)
- Фонтан
- Центральная аллея
- Фонтан, внутри стеклянного павильона
- Скульптура «Пан: Дух дерева»
- Вид